# Klostervangen
Klostervangen er en bebyggelse i Aarhus C bestående af to blokke. Boligerne i begge blokke udlejes af Arbejdernes Andels Boligforening (Aarhus).
Den højeste som har adresse på Langelandsgade 52-60 er på 16 etager, og den er 48 meter høj. Den rummer 160 lejligheder.
Blokken med adresse Grønnegade er 37 meter høj fordelt på 12 etager. . Denne blok er opdelt i 220 lejligheder. 